# Temporal
|  | Per a altres significats, vegeu «Os temporal». |

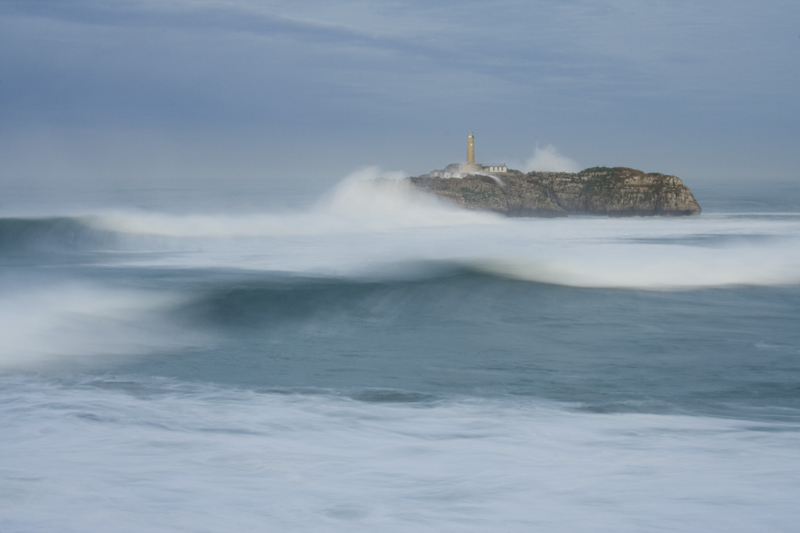
Temporal sobre la mar Cantàbrica.

Un temporal és un fenomen meteorològic caracteritzat per vents intensos, sovint acompanyats de condicions meteorològiques adverses com pluges o mal temps. En les zones properes a la costa, els temporals també poden anar acompanyats d'onatges forts i altes altures d'ona.
Els temporals es poden mesurar utilitzant diferents escales per expressar la velocitat del vent. La més coneguda és l'escala de Beaufort, establerta pel hidrògraf francès Francis Beaufort el 1805. Aquesta escala avalua l'intensitat del vent a partir dels efectes observats en el mar, el tipus d'onatge generat i els danys que pot causar a terra. L'escala va del 0 al 12, i a cada valor s'assigna un nom que descriu el fenomen meteorològic. Un episodi de vent es considera un temporal quan les ratxes arriben a aproximadament 60 km/h, el que correspon al valor 8 de l'escala de Beaufort. En aquest punt, el vent provoca onatges mitjans i allargats, amb esquitxades i petits remolins a les crestes de les ones. Els temporals poden variar en intensitat, i l'escala arriba fins al 12, que correspon a un huracà.